# هوسوم
هوسوم هي بلدة تقع في ولاية شلسفيغ هولشتاين،ألمانيا.